# Saint-Ferréol (Haute-Savoie)
Pour les articles homonymes, voir Saint-Ferréol.
Saint-Ferréol est une commune française située dans le département de la Haute-Savoie, en région Auvergne-Rhône-Alpes. Elle appartient à la communauté de communes des Sources du Lac d'Annecy.

## Géographie

### Situation

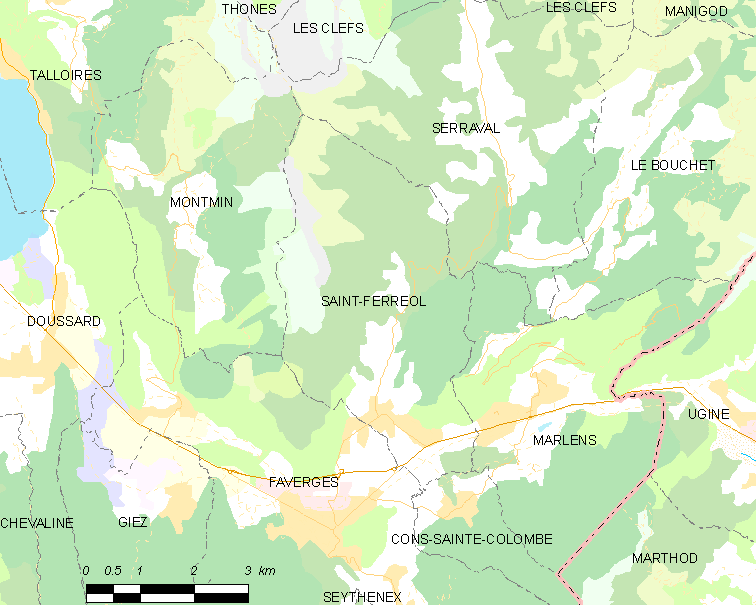
Saint-Ferréol et les communes voisines.

Le territoire de la commune des Saint-Ferréol est situé dans le sud-est de la France, dans la partie sud-est du département de la Haute-Savoie, sur les flancs de la montagne de l'Arclosan et Nantbellet, dans le quart nord-ouest des Alpes françaises.
Elle est située à 2 kilomètres au nord de Faverges-Seythenex, sur la route qui conduit à Thônes. Elle est édifiée au sommet du cône de déjection de la Chaise, au débouché de gorges étroites et boisées, qui mènent en amont à Serraval. La commune culmine à 2 038 mètres, à la pointe de la Beccaz, limitrophe avec Montmin.
La rivière de la Chaise, qui prend sa source à proximité de Serraval, débouche dans l'Arly.
À Saint-Ferréol, la Chaise est aussi appelée : Biel.

### Climat
La situation de Saint-Ferréol se trouve dans un climat continental montagnard caractérisé par une humidité marquée. Les données utilisées par Météo-France pour caractériser le climat local reprennent celles de la station météorologique de référence, située à Chambéry (située à environ 35 km au sud-ouest, de l'autre côté du massif des Bauges, à une altitude de 235 m), relevées sur la période 1981-2010. Du fait de la localisation, les hivers y sont plus froids et neigeux que ceux observés dans l'avant-pays, comme à Chambéry, et la saison estivale douce avec parfois des épisodes orageux. Les intersaisons (avril et octobre) sont aussi en moyenne plus humides.
L'amplitude thermique est proche de celle observée pour la ville d'Annecy, 20,7 °C.
| Mois                              | jan.  | fév.  | mars  | avril | mai   | juin | jui.  | août  | sep.  | oct.  | nov.  | déc.  | année   |
| --------------------------------- | ----- | ----- | ----- | ----- | ----- | ---- | ----- | ----- | ----- | ----- | ----- | ----- | ------- |
| Température minimale moyenne (°C) | −1,4  | −0,7  | 2,1   | 5,1   | 9,7   | 12,8 | 14,7  | 14,2  | 11    | 7,4   | 2,5   | −0,2  | 6,5     |
| Température maximale moyenne (°C) | 5,8   | 7,9   | 12,6  | 16,3  | 20,8  | 24,6 | 27,4  | 26,6  | 22    | 16,7  | 10,1  | 6,4   | 16,5    |
| Record de froid (°C)              | −19   | −14,4 | −10,3 | −4,6  | −1,4  | 2,8  | 5,4   | 5     | 1     | −4,3  | −10,8 | −13,5 | −19     |
| Record de chaleur (°C)            | 17,9  | 20,5  | 25,1  | 29,5  | 32,7  | 36,1 | 38,3  | 38,8  | 32    | 29    | 23,3  | 22,7  | 38,8    |
| Ensoleillement (h)                | 77,7  | 104,4 | 156,7 | 172,8 | 202,5 | 234  | 260,1 | 232,5 | 176,3 | 121,4 | 71,2  | 60,6  | 1 870,3 |
| Précipitations (mm)               | 102,6 | 91,5  | 100   | 92,2  | 104,2 | 94,8 | 86,6  | 91,7  | 111,8 | 122,6 | 105   | 118   | 1 221   |

### Voies de communication et transports
La commune à proximité de l'axe de l'ex-RN 508 aujourd'hui route départementale 1508 qui se dirige au nord vers Annecy, via Faverges, et au sud vers Albertville, via Ugine. Saint-Ferreol est également desservie par la route de Esserieux, qui relie le bourg à Thônes.
Depuis la RN 508, il est possible de rejoindre Albertville située à 25 km, ville depuis laquelle on peut rejoindre l'autoroute A430 permettant de  rejoindre la combe de Savoie menant à la vallée de Maurienne ou les métropoles de Chambéry ou de Grenoble ainsi que la RN 90 qui permet de se diriger vers les stations de sports d'hiver de la vallée de la Tarentaise. En remontant vers le nord, en traversant Annecy, il est possible de rejoindre l'autoroute A41 (sortie Annecy-Sud à 26 km ou Annecy-Nord à 29 km) permettant de se rendre vers la vallée de l'Arve à l'est ou de se diriger vers Chambéry, via Aix-les-Bains à l'ouest. On peut éventuellement rejoindre l'autoroute A40, dite « Autoroute Blanche » en empruntant l'ancienne RN508 direction Frangy.
Le village est relié au reste du département et aux villes du département voisin par un service de car journalier assurant la liaison Annecy-Albertville par la société Voyages Crolard (Groupe Transdev), membre du réseau Lihsa (lignes interurbaines de Haute-Savoie). Il s'agit de la Ligne 51 dont les autocars effectuent de façon quotidienne dans la direction d'Annecy et sept à destination d'Albertville. La commune accueille également le dépôt de la petite entreprise familiale de transport en autobus Blanc-Garin.
À partir d'Annecy, on peut se connecter au réseau ferré de la plate-forme multimodale de la gare d'Annecy. Pour les vols internationaux, on peut emprunter soit l'aéroport français de Lyon-Saint-Exupéry (145 km et 1 h 40), soit plus proche de Genève Cointrin en Suisse (70 km et 1 h).
Depuis la commune, on peut rejoindre la piste cyclable, implantée sur l'ancien tracé de chemin de fer, longeant la RD 1508, entre Annecy et Albertville, s'arrêtant pour la Haute-Savoie au village de Marlens,. Le dernier tronçon reliant Giez à Marlens a été réalisé entre 2004-2005. Elle est dénommée « la voie verte » et mesure 30 km de long,. Elle est gérée par le syndicat intercommunal du lac d'Annecy (SILA). Cette piste cyclable est considérée comme l'une des plus fréquentées de France.

## Urbanisme

### Typologie
Au 1er janvier 2024, Saint-Ferréol est catégorisée petite ville, selon la nouvelle grille communale de densité à sept niveaux définie par l'Insee en 2022.
Elle appartient à l'unité urbaine de Faverges-Seythenex, une agglomération intra-départementale regroupant deux  communes, dont elle est une commune de la banlieue,,. Par ailleurs la commune fait partie de l'aire d'attraction d'Annecy, dont elle est une commune de la couronne,. Cette aire, qui regroupe 79 communes, est catégorisée dans les aires de 200 000 à moins de 700 000 habitants,.

### Occupation des sols
L'occupation des sols de la commune, telle qu'elle ressort de la base de données européenne d’occupation biophysique des sols Corine Land Cover (CLC), est marquée par l'importance des forêts et milieux semi-naturels (79,9 % en 2018), une proportion identique à celle de 1990 (79,9 %). La répartition détaillée en 2018 est la suivante : 
forêts (61,4 %), milieux à végétation arbustive et/ou herbacée (14 %), zones agricoles hétérogènes (13,6 %), espaces ouverts, sans ou avec peu de végétation (4,5 %), zones urbanisées (3,7 %), prairies (2,8 %).
L'IGN met par ailleurs à disposition un outil en ligne permettant de comparer l’évolution dans le temps de l’occupation des sols de la commune (ou de territoires à des échelles différentes). Plusieurs époques sont accessibles sous forme de cartes ou photos aériennes : la carte de Cassini (XVIIIe siècle), la carte d'état-major (1820-1866) et la période actuelle (1950 à aujourd'hui).

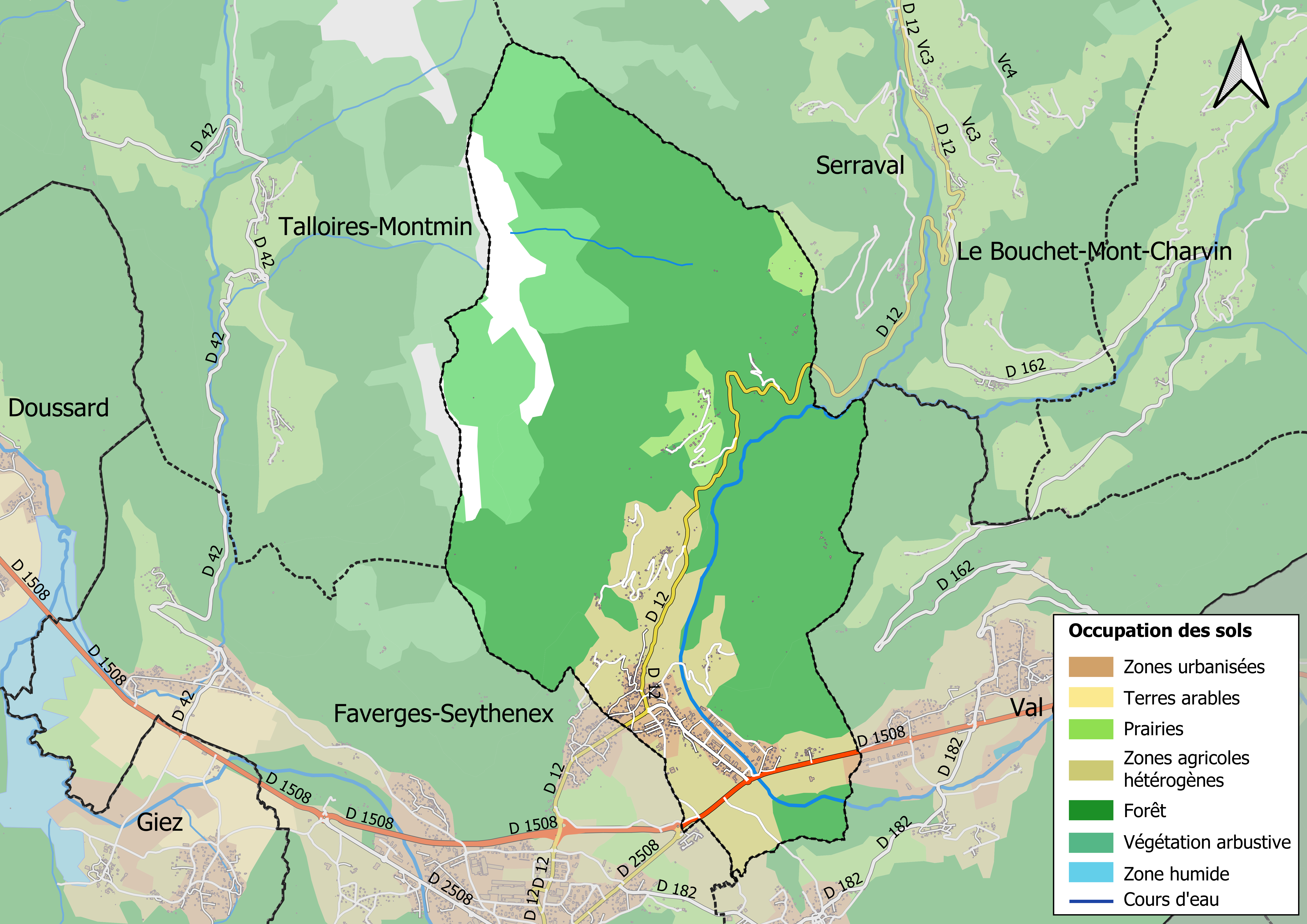
Carte des infrastructures et de l'occupation des sols en 2018 (CLC) de la commune.
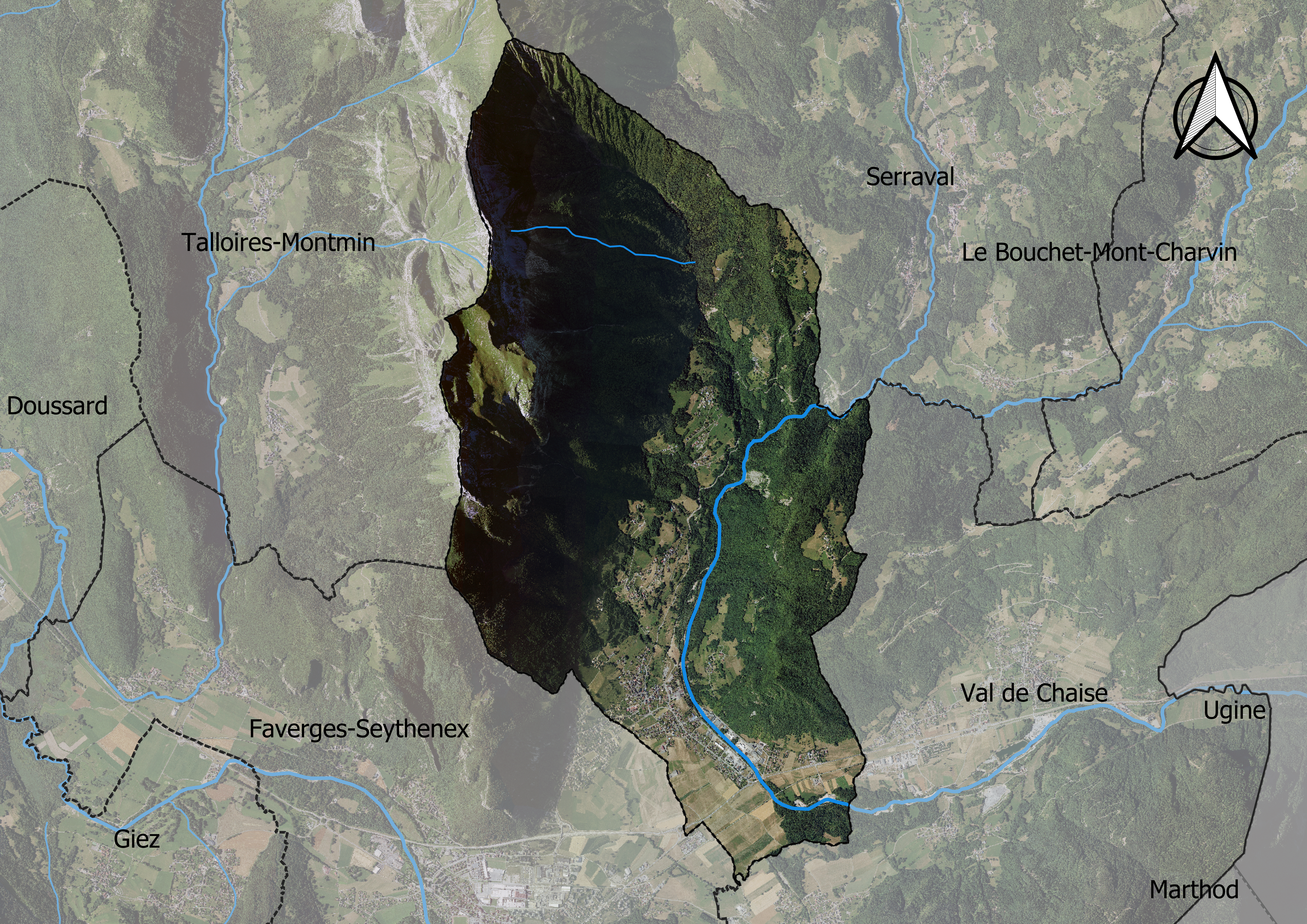
Carte orthophotogrammétrique de la commune.

## Toponymie
Saint-Ferréol est un toponyme dérivé du nom d'un saint, peut-être Ferréol de Vienne, originaire du Dauphiné, ou plus probablement Ferréol de Besançon, martyr vers 212.
En 1793, lors de l'occupation du duché de Savoie par les troupes révolutionnaires françaises, on trouve la forme Saint Fereol.
En francoprovençal, le nom de la commune s'écrit San Faryou (graphie de Conflans) ou Sant-Fèrréôl (ORB).

## Histoire
Des traces d'occupation, remontant à 750 av. J.-C., ont été découvertes au hameau du Lautharet.
L'église est mentionnée en 1311. L'église actuelle est reconstruite en 1842. Elle est de style néoclassique sarde, comme le tiers des églises du département. À l'intérieur, on peut voir une remarquable série de peintures murales représentant les étapes de la vie religieuse, du baptême à la mort. Les personnages représentés sont les habitants du village.
Simon Tissot-Dupont, fondateur de l'entreprise ST Dupont, installée dans la commune voisine de Faverges, est né dans la commune,. Sa famille exerce le métier de meunier dans la commune.
Le 6 juillet 1950 est fondé le "Syndicat intercommunal du Nant d'Arcier" par les communes de Faverges et de Saint-Ferréol rejoint en 1968 par la commune de Marlens. Ce syndicat de l'eau assure le captage, la production d'eau potable, l'adduction et l'entretien des ouvrages des réseaux communaux.
Malgré la participation au projet de création d'une nouvelle commune avec Marlens et Cons-Sainte-Colombe, en 2015, Saint-Ferréol n'intègre pas Val-de-Chaise. Un autre projet de fusion, en 2017, qui n'a pas abouti, prévoyait la fusion avec le chef-lieu de canton, Faverges-Seythenex (7 800 habitants) ainsi que plusieurs communes du canton,.

## Politique et administration

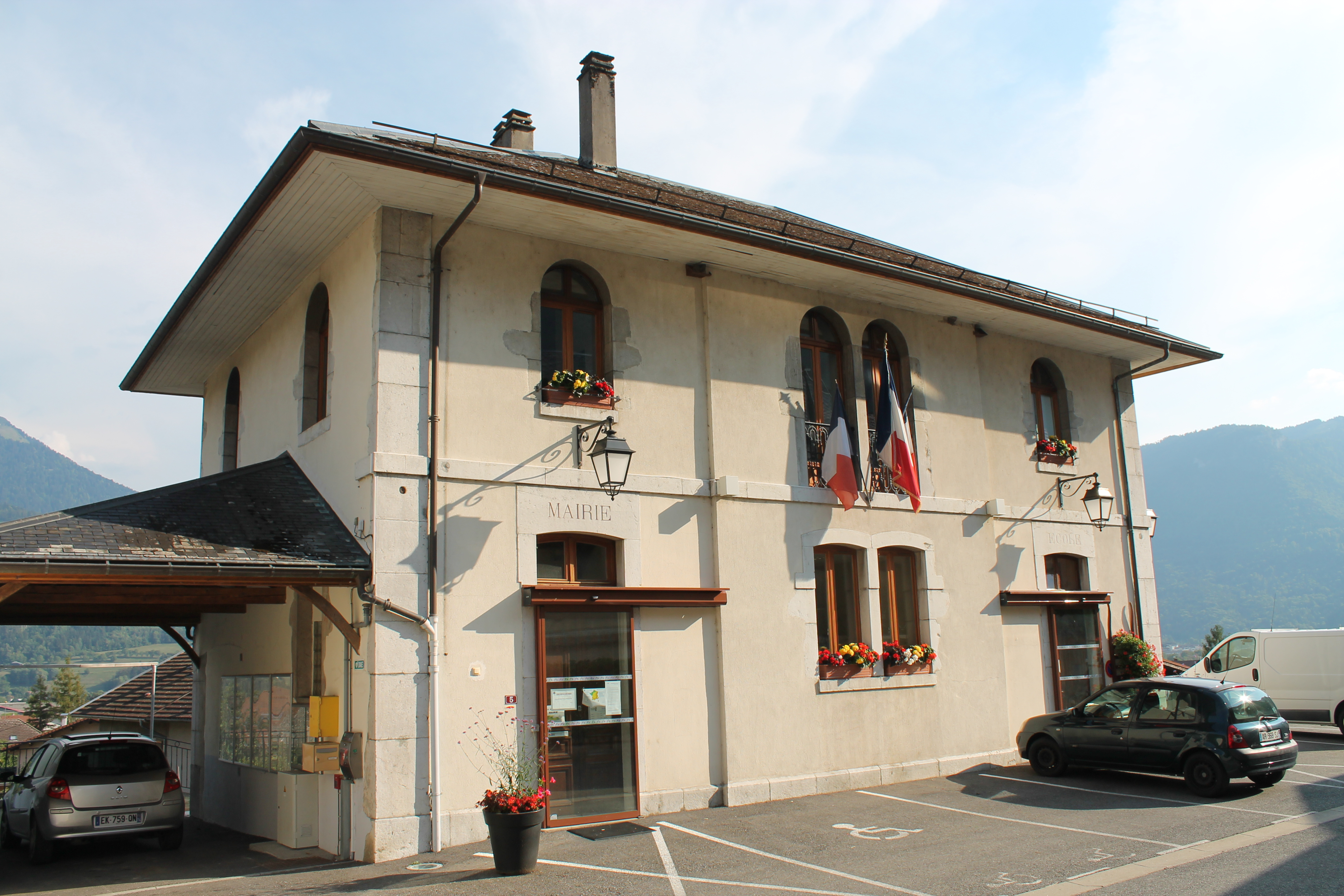
Mairie de Saint-Ferréol (août 2018).

### Situation administrative
La commune appartient au canton de Faverges-Seythenex, qui depuis le redécoupage cantonal de 2014, est composé de 24 communes. La ville de Faverges-Seythenex en est le bureau centralisateur.
Elle est aussi membre de la communauté de communes des Sources du Lac d'Annecy (ex-CC du pays de Faverges), et qui comporte sept communes. Elles font suite à l'ancien SIVOM de Faverges, depuis l'an 2000.
La commune relève de l'arrondissement d'Annecy et de la deuxième circonscription de la Haute-Savoie.

### Liste des maires
| Période                                  | Période  | Identité            | Étiquette | Qualité |
| ---------------------------------------- | -------- | ------------------- | --------- | ------- |
| mars 2001                                | En cours | Philippe Prud'Homme | SE        | ...     |
| Les données manquantes sont à compléter. |          |                     |           |         |

### Jumelages
À ce jour, aucune coopération décentralisée ou autres actions extérieures n'ont été mises en place par la commune.

## Population et société
Ses habitants sont appelés les Saint-Ferréoliennes ou Saint-Ferréolains et les Saint-Ferréoliens ou Saint-Ferréolaines. La forme en patois est les « Cavérus ». Le sobriquet en patois pour désigner les habitants est Braillards de Saint-Farriou.

### Démographie
L'évolution du nombre d'habitants est connue à travers les recensements de la population effectués dans la commune depuis 1793. Pour les communes de moins de 10 000 habitants, une enquête de recensement portant sur toute la population est réalisée tous les cinq ans, les populations de référence des années intermédiaires étant quant à elles estimées par interpolation ou extrapolation. Pour la commune, le premier recensement exhaustif entrant dans le cadre du nouveau dispositif a été réalisé en 2007.

En 2022, la commune comptait 882 habitants, en évolution de +3,76 % par rapport à 2016 (Haute-Savoie : +6,01 %, France hors Mayotte : +2,11 %).
| 1793 | 1800 | 1806 | 1822 | 1838 | 1848 | 1858 | 1861 | 1866 |
| ---- | ---- | ---- | ---- | ---- | ---- | ---- | ---- | ---- |
| 701  | 772  | 790  | 883  | 939  | 950  | 819  | 838  | 863  |

| 1872 | 1876 | 1881 | 1886 | 1891 | 1896 | 1901 | 1906 | 1911 |
| ---- | ---- | ---- | ---- | ---- | ---- | ---- | ---- | ---- |
| 858  | 861  | 844  | 797  | 679  | 673  | 668  | 625  | 592  |

| 1921 | 1926 | 1931 | 1936 | 1946 | 1954 | 1962 | 1968 | 1975 |
| ---- | ---- | ---- | ---- | ---- | ---- | ---- | ---- | ---- |
| 504  | 480  | 482  | 478  | 490  | 442  | 507  | 593  | 641  |

| 1982 | 1990 | 1999 | 2006 | 2007 | 2012 | 2017 | 2022 | - |
| ---- | ---- | ---- | ---- | ---- | ---- | ---- | ---- | - |
| 646  | 758  | 798  | 842  | 848  | 818  | 867  | 882  | - |

### Santé
Saint-Ferréol appartient au « Bassin 74123 : Faverges  » avec 6 autres communes du canton de Faverges-Seythenex. Ce bassin comptait en 2008 sept médecins généralistes installés à Faverges, en 2012, ils ne sont plus que six. La desserte médicale est estimée en septembre 2012 à 1 médecin généraliste pour 1 759 hab., pour ce bassin. Un spécialiste en ophtalmologie est présent à Faverges. D'autres services liés à la santé sont aussi implantés, des dentistes, des infirmiers, un laboratoire d'analyse, des kinésithérapeutes, ainsi que des pharmacies sont également installés dans le chef-lieu de canton.
Faverges possède une maison de retraite.
La commune de Saint-Ferréol est attachée au service d'urgences du centre hospitalier de la région d'Annecy. Anciennement idéalement placé du côté des Marquisats à Annecy, sur la RD 1508, ce dernier a dès lors déménagé en 2008 du côté de Metz-Tessy, obligeant la traversée de l'agglomération. Du côté d'Albertville, dans le département voisin, on peut également avoir accès au service du centre hospitalier intercommunal Albertville-Moûtiers.

### Enseignement
La commune de Saint-Ferréol est située dans l'académie de Grenoble. En 2013, elle compte un établissement scolaire (école primaire) et une crêche.
L'ensemble des établissements sont rattachés, en 2013, au collège public, le collège Jean-Lachenal, situé à Faverges. Le collège, créé en 1966, porte le nom de l'un de ses premiers directeurs (1967 à 1979), qui fut également maire adjoint de 1959 à 1989. Certains élèves se rendent au collège de Saint-Jorioz ou les établissements privés du bassin annécien.
Les futurs lycéens poursuivent leurs études selon leurs options, dans l'un des lycées d'Annecy (lycée Gabriel-Fauré ou lycée professionnel Germain-Sommeiller, parfois le lycée Berthollet ou le lycée privé Saint-Michel). Certains optent toutefois pour l'un des enseignements d'établissements des villes du département savoyard voisin (lycée polyvalent René-Perrin d'Ugine ou lycée général et technologique privé Jeanne-d'Arc d'Albertville).
La ville de Faverges possède cependant un établissement préparant différents diplômes dans son lycée professionnel privé La Fontaine : C.A.P. (Esthétique-cosmétique, coiffure, dessinateur en communication graphique) ; B.P. (esthétique en alternance) ainsi que B.E.P. (Bio-services, carrières sanitaires et sociales, vente action marchande) ou encore Bac Pro (artisanat et métier d’arts option communication graphique, commerce, vente). On trouve également à Faverges, un institut médico-éducatif/SESSAD Guy Yver.

### Médias

#### Radios et télévisions
La commune est couverte par des antennes locales de radios dont France Bleu Pays de Savoie, ODS Radio, Radio Semnoz... Enfin, la chaîne de télévision locale TV8 Mont-Blanc diffuse des émissions sur les pays de Savoie. Régulièrement l'émission La Place du village expose la vie locale du bassin annécien. France 3 et son décrochage France 3 Alpes, peuvent parfois relater les faits de vie de la commune.

#### Presse et magazines
La presse écrite locale est représentée par des titres comme Le Dauphiné libéré, L'Essor savoyard, Le Messager - édition Genevois, le Courrier savoyard.

### Culte
L'ancienne paroisse de Saint-Ferréol était dédiée à saint Ferréol. La commune est désormais intégrée à la paroisse Saint-Joseph en pays de Faverges, qui fait partie du doyenné de la Tournette, dont le siège se trouve à Faverges. Elle se trouve dans le diocèse d'Annecy. Le culte catholique est célébré dans l'église de Saint-Ferréol.

## Économie
Saint-Ferréol compte un bar appelé le Santa-fé.

### Tourisme
Le pays de Faverges et la commune de Saint-Ferréol sont tournés vers le tourisme avec notamment la présence à proximité du lac d'Annecy, des stations de ski du Val de Tamié, de La Sambuy-Seythenex et de Montmin ainsi que l'exploitation du riche patrimoine local (musées, châteaux, etc.). La promotion touristique de la commune se fait par l'intermédiaire de l'office du tourisme de la communauté de communes « Sources du lac d’Annecy ». L'office de tourisme, mis en place dans les années 1980, est installé dans l'ancienne mairie de la ville de Faverges.
Le territoire permet une offre touristique variée avec une cinquantaine d’établissements sur l'ensemble du territoire de la communauté de communes, soit environ 12 300 lits touristiques (dont 50 % en campings - hôtellerie de plein air). En 2014, la capacité d'accueil de la commune, estimée par l'organisme Savoie Mont Blanc, est de 494 lits touristiques répartis dans 89 structures (781 lits en 1995), dont 27 meublés et un hôtel.

## Culture et patrimoine

### Lieux et monuments
La commune compte un monument répertorié à l'inventaire des monuments historiques ainsi qu'à l'inventaire général du patrimoine culturel. Elle possède une peinture répertorié à l'inventaire des monuments historiques mais aucun objet à l'inventaire général du patrimoine culturel.

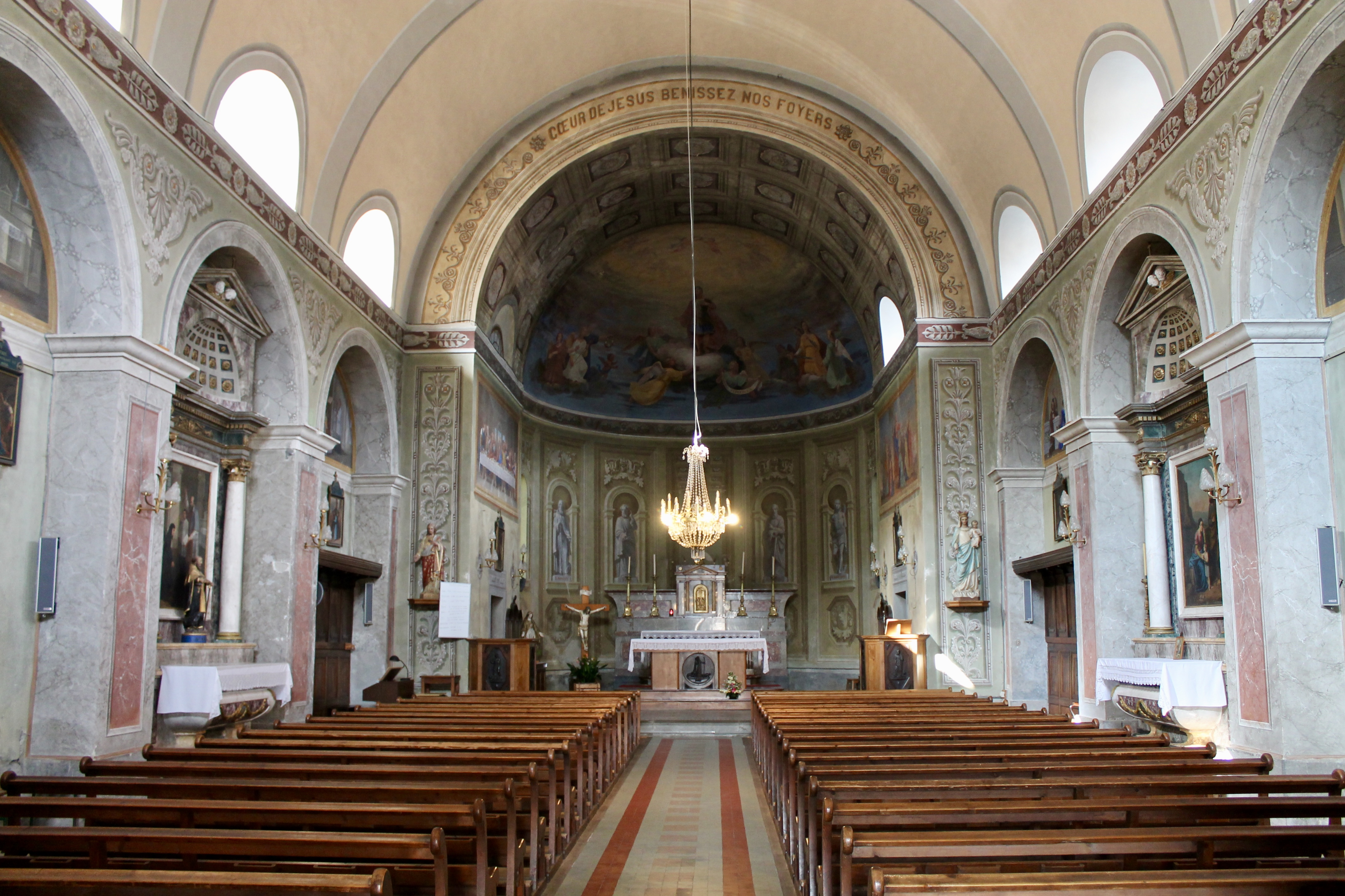
Intérieur de l'église Saint-Ferréol (août 2018).

#### Patrimoine religieux
- L'église  Inscrit MH (2015)
- La chapelle de Notre-Dame-de-Grâce, édifiée au hameau de Nantbellet, sur les hauteurs de Saint-Ferréol.
- La chapelle des Combes.

#### Patrimoine rural
La commune possède par ailleurs un petit patrimoine hérité de son passé agro-pastoral :
- une ancienne scierie. Cette ancienne scierie existe encore il y a d'ailleurs un moulin qui tourne pendant les gros orages et au premier dégel du printemps ;
- des ruines d'une très ancienne maison qui selon la légende cacherait, en haut de la montagne du Nantbellet, dans ses propres ruine un fabuleux trésor qui n'a (évidemment) jamais été trouvé.

### Personnalités liées à la commune
- François Tissot-Dupont, monté à Paris en 1856, portraitiste officiel de la cour impériale.
- Simon Tissot-Dupont, fondateur en 1872 de la société S.T. Dupont à Faverges.
- Marius Émile Boileau, capitaine né en 1887, Légion d'honneur en 1918.

### Héraldique
| Armes de Saint-Ferréol | Les armes de Saint-Ferréol se blasonnent ainsi : Écartelé de gueules et d'azur ; au Ier à un casque romain, au IIe à une roue à aubes, au IIIe a une fleur d'édelweiss, au IVe à la croix tous d'argent. |